# チーズサンドイッチ
チーズサンドウィッチ（英: Cheese sandwich）は、パンにチーズを挟んだサンドイッチである。
通常は、チェダーチーズ、レッド・レスター、グロスターチーズといったセミハードチーズが中身に使われる。ガーディアンの記事では、チーズサンドウィッチを「イギリスの昼食時のステープル（主食）」と呼んでいる。

## バリエーション
イギリスでの人気のバリエーションには、チーズとピクルスのサンドイッチ、トマトサンドイッチ、チーズと玉ねぎのサンドイッチがある。
グリルドチーズサンドイッチはアメリカで人気があるチーズサンドイッチであり、サンドイッチはチーズが溶けるまで加熱される。
イタリアのバリエーションはモッツァレッラ・イン・カロッツァであり、卵と小麦粉の衣をつけて揚げたモッツァレラチーズのサンドイッチである。

## 人気
2014年頃には、チーズサンドイッチはイギリスで人気が減少しつつあった。YouGovが2014年12月にイギリスの成人2000人を対象に食生活を調査したところ、その中の55%が前の週にチーズサンドイッチを食べていなかったことが判明した。この結果を受けて、2015年にニュージーランド発祥の乳製品メーカーアンカーがキャンペーンを立ち上げ、チーズサンドイッチに似たデザインのバスを使用して、チーズサンドイッチのようなタイプの食べ物の消費を推奨した。
2017年にYouGovが調査したところ、36%のイギリス人がサンドイッチの中身でチーズが最も好きであると回答した。また、2018年にイギリス人2000人を対象に調査したところ、サンドイッチの中でプレーンのチーズサンドイッチが最も人気があることが判明した。しかし、2020年頃には、同様の調査により、プレーンのチーズサンドイッチの人気が低下して、ベーコンサンドイッチが最も好まれていることが判明した。

## 健康上の警告
2008年に、イギリスの食品基準庁が、チーズサンドイッチ1個に、1日に推奨される飽和脂肪酸量の半分以上が含まれていると警告した。
2012年には、en:Action on Saltは、チーズサンドイッチに健康上の警告を付属させるキャンペーンを行った。グループによれば、チーズサンドイッチの主材料に含まれる食塩量が高いために、子どもたちが過度の量を消費することに繋がっているとされる。これを受けて、en:Dairy Councilは、チーズサンドイッチが良くないと述べるのは間違っていると主張した。Action on Saltは、のちに誤りを理由にプレスリリースを撤回した。

## 研究
2003年にブリストル大学が行った研究によれば、チーズサンドイッチの中身の最適な厚さは使われるチーズの種類によるとし、またチーズの風味を強化するためには、バターまたはマーガリンを軽く塗り広げる程度にするべきであるとされる。この研究は、「軽薄」であるとして批判されている。

## 歴史
チーズサンドイッチの発明の原点が文書として知られているわけではないが、ウィリアム・シェイクスピア作の1602年の劇「ウィンザーの陽気な女房たち」の一部の解釈によれば、「I love not the humour of bread and cheese」という一文が、チーズサンドイッチについて初めて書かれた文献であるとされる。
1889年1月、ペンシルベニア州グリーンビルで、Henry Hoffman、George Smith、Teddy Atkinsがチーズサンドイッチの大食い競争に参加した。Hoffmanが勝利し、15分間で16個も平らげた。

## 大衆文化では
1903年の「en:The Cheese Mites」と呼ばれるイギリスの短編サイレントドキュメンタリーでは、メインストーリーとして、チーズサンドイッチを作り拡大鏡で調べる男性を特集していた。
2001年のコメディ映画「フレディのワイセツな関係」では、主人公がチーズサンドイッチを作る工場で働いていた。